# أوسكار ريفاس
أوسكار ريفاس (بالإسبانية: Óscar Rivas) مواليد 6 يونيو 1987 في إدارة فالي ديل كاوكا، كولومبيا، هو ملاكم محترف كولومبي يصنف ضمن فئة الوزن الثقيل بدأ مسيرته الاحترافية سنة 2009. شارك في دورة الألعاب الأولمبية الصيفية سنة 2008. حقق الميدالية الفضية في دورة الألعاب الأمريكية 2007.

## إحصائيات
خاض خلال مسيرته 26 نزالا، فاز في 26 ولم يتعادل ولم يخسر. فاز بالضربة القاضية في 18 نزالا.

## الميداليات
| الميدالية | المسابقة                    |
| --------- | --------------------------- |
| فضية      | دورة الألعاب الأمريكية 2007 |

## روابط خارجية
- أوسكار ريفاس على موقع بوكس ريك (الإنجليزية) (registration required)
- أوسكار ريفاس على موقع أوليمبيديا (الإنجليزية)